# Amadou Pathé Diallo
Amadou Pathé Diallo (né le 11 octobre 1964 à Bamako au Mali) est un footballeur international malien.

## Biographie
Il participe avec le Mali à Coupe d'Afrique des nations de football 1994, où le Mali termine quatrième.
De mai 2013 à décembre 2013, il est sélectionneur interimaire de l'équipe nationale du Mali.